# Carmenza Cardona Londoño
Carmenza Cardona Londoño (Cartago, Valle del Cauca, 15 de julio de 1953 – 19 de abril de 1981), alias 'La Chiqui' o 'Norma', fue una guerrillera colombiana del Movimiento 19 de abril.

## Biografía
Nació en Cartago (Valle del Cauca) el 15 de julio de 1953. A los siete años, se lesionó el coxis y fue operada cuatro veces, pero nunca logró curarse completamente. 
Fue miembro del Partido Comunista de Colombia Marxista Leninista, estudiante de psicología en la Universidad del Valle y trabajó como maestra en Bogotá.
Ingresó al M-19 en Cali a finales de la década de 1970. En 1980 participó en la toma de la embajada de la República Dominicana en Bogotá, el 27 de febrero de 1980, fue elegida por Rosemberg Pabón. Durante el secuestro, que duró 61 días, y mantuvo 16 diplomáticos y otros civiles como rehenes. Hizo parte de los primeros diálogos con el gobierno colombiano representado por Ramiro Zambrano y a Camilo Jiménez Uno de los rehenes, el embajador mexicano Ricardo Galán como actuó como testigo. La toma de la embajada finalizó con la liberación de los secuestrados en Cuba tras un acuerdo con el gobierno de Julio César Turbay.
Estando en Cuba, Cardona habló durante 15 minutos en rueda de prensa sobre las condiciones políticas y sociales en Colombia desde la perspectiva del grupo guerrillero.

## Muerte
Hay reportes contradictorios sobre la muerte de "La Chiqui". Algunos periódicos de la época la relacionan como prisionera de guerra entregada al Ejército Nacional de Colombia por autoridades ecuatorianas en marzo de 1981, luego de enfrentamientos en Putumayo. Lo más probable es que fuera muerta en combate contra el Ejército Nacional de Colombia en la selva del Chocó durante un intento por una columna de 40 guerrilleros del M-19 para invadir y establecer un frente en el Pacífico, y la reacción del Ejército Nacional conocida como la Operación Córdova.

## Menciones
El periodista y escritor Eduardo Caballero Calderón la mencionó en una columna que tituló Réquiem por La Chiqui. Unas fotos suyas desnuda se publicaron un año después de su muerte en la revista Cromos, en una crónica que, sobre su vida, escribió la periodista Ligia Riveros.
Fue interpretada por Fabiana Medina en la película La toma de la embajada (2000), de Ciro Durán.
En 2020 Gustavo Petro anunció tener una copia de un diario de Cardona encontrado por el Ejército Nacional después de su muerte.